# Ipomoea chrysochaetia
Ipomoea chrysochaetia är en vindeväxtart som beskrevs av Hallier f. Ipomoea chrysochaetia ingår i släktet praktvindor, och familjen vindeväxter.

## Underarter
Arten delas in i följande underarter:
- I. c. lasiophylla
- I. c. velutipes